# Sloanea guapilensis
Sloanea guapilensis là một loài thực vật có hoa trong họ Côm. Loài này được Standl. miêu tả khoa học đầu tiên năm 1925.